# Voievodske, Troițke
Voievodske (în ucraineană Воєводське) este localitatea de reședință a comunei Voievodske din raionul Troițke, regiunea Luhansk, Ucraina.

## Demografie
Componența lingvistică a localității Voievodske
     Ucraineană (91,11%)
     Rusă (8,67%)
     Alte limbi (0,22%)
Conform recensământului din 2001, majoritatea populației localității Voievodske era vorbitoare de ucraineană (91,11%), existând în minoritate și vorbitori de rusă (8,67%).